# Knut Bohnstedt
Knut Eugène Bohnstedt (i riksdagen kallad Bohnstedt i Hjälmarsnäs), född 15 oktober 1841 på Riddarhyttan i Skinnskattebergs socken, Västmanlands län, död 3 juli 1916 i Hedvig Eleonora församling i Stockholm, var en svensk godsägare, ryttmästare och riksdagsman. Han ägde Hjälmarsnäs i Stora Mellösa socken

## Biografi
Knut Bohnstedt var son till Theodor Ludvig Bohnstedt, adlad Bohnstedt, och Hilda Vivika Cassel (syster till godsägaren och riksdagsmannen Knut Cassel). Han var bror till Edvard Bohnstedt. Han var inskriven i Uppsala universitet 1861, fanjunkare vid Livregementets husarkår samma år, officersexamen 1862, underlöjtnant 1863 och löjtnant 1874. Avsked 1877 med ryttmästares namn, heder och värdighet.
1890 till 1916 var han ledamot i styrelsen för Hjälmarens och Kvismarens sjösänkningsbolag (vice ordförande från 1894). Han var dessutom ordförande i Stora Mellösa kommunalnämnd och landstingsman för Örebro läns landsting.

### Riksdagsman
Han var ledamot av riksdagens första kammare 1888-1911, invald i Örebro läns valkrets. Han var ledamot i statsutskottet 1889-92, 1893-1905, 1906-1907 samt ledamot av bankoutskottet 1908 till 1911. Partipolitiskt tillhörde Bohnstedt 1888 till 1909 Första kammarens protektionistiska parti och 1910 till 1911 det förenade högerpartiet. Han skrev sju egna motioner i riksdagen övervägande om näringslivsfrågor, t ex banklagen, skogsaccisen och inmutningsrätten.

### Familj
Bohnstedt gifte sig 1875 med Selma Magdalena Cassel (född 1852 i Bodarne församling, död 1922 i Hedvig Eleonora församling i Stockholm), dotter till brukspatronen Viktor Cassel. Tillsammans fick paret 4 barn:
- Selma Vivika Louise, född 1877
- Helène, född 1878
- Fritz, född 1882
- Elisabeth, född 1884. Gift 1904 med godsägaren och framtida riksdagsmannen Robert von Horn.